# Geologia degli idrocarburi
Il termine di geologia degli idrocarburi è usato per indicare lo specifico gruppo di discipline di scienze della Terra che si sono sviluppate ed applicate alla ricerca e produzione di idrocarburi dal sottosuolo a partire dall'inizio del XX secolo.

## Concetti base

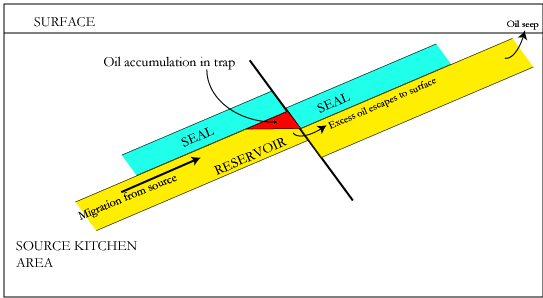
Trappola strutturale: la faglia pone a contatto un reservoir poroso e permeabile contro un livello impermeabile che funge da copertura del reservoir. Il petrolio (in rosso) si accumula al disotto del livello poroso. Al riempimento dello spazio disponibile chiuso dal livello poroso, ogni successivo arrivo di petrolio, in migrazione dalla "roccia madre" non sarà più intrappolato e sfuggirà in superficie.

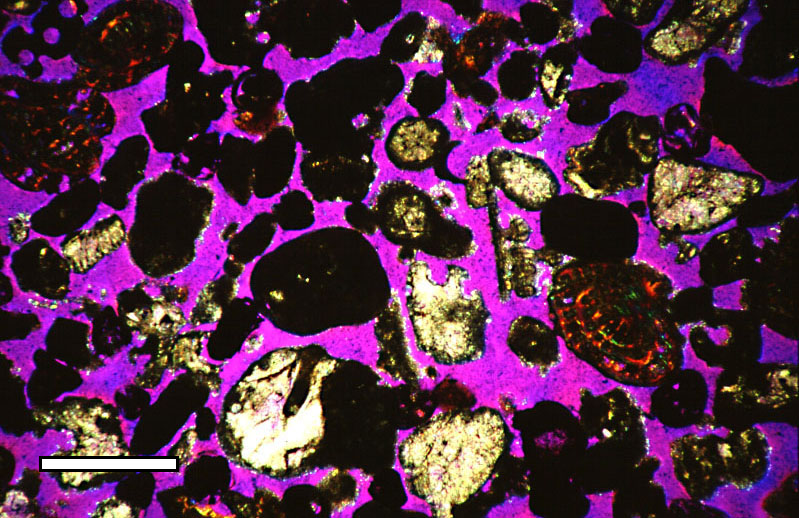
sezione sottile di una roccia serbatoio clastica, lo spazio dei pori è colorato in viola

La geologia degli idrocarburi principalmente si occupa di individuare, definire e valutare alcuni elementi chiave, che concorrono alla formazione di un giacimento di idrocarburi entro un bacino sedimentario:

### Condizioni necessarie per un giacimento
Affinché avvenga la formazione di un accumulo convenzionale di idrocarburi entro le rocce della crosta terrestre è necessaria la combinazione di alcuni fattori litologici e l'accadere di una serie di eventi geologici.
Tre sono gli elementi litologici che devono essere presenti nel bacino sedimentario:
1. Roccia madre (source rock), in cui si è originato l'idrocarburo, la sua assenza preclude la possibile esistenza di giacimenti di idrocarburi. La roccia madre è caratterizzata da un elevato contenuto di carbonio organico, rispetto alla media delle rocce sedimentarie, proveniente dall'accumulo di organismi deposatisi sul fondo del bacino sedimentario assieme alle componenti mineralogiche della roccia madre, che nella maggior parte dei casi è costituita da argilla e altre componenti terrigene a granulometria molto fine, che permette una miglior conservazione della materia organica.
2. Roccia serbatoio (reservoir), ossia una roccia dotata di porosità che nel sottosuolo può fungere da "contenitore" per gli idrocarburi che riempiono lo spazio dei pori entro la roccia. Solitamente si tratta di porosità intragranulare per le rocce di tipo clastico (come sabbie, ghiaie) o di dissoluzione vacuolare per rocce carbonatiche. Contrariamente a quanto spesso scritto nella stampa popolare non esistono grotte, caverne o laghi sotterranei contenenti idrocarburi.
3. Roccia di copertura (cap rock), è una roccia impermeabile, quindi con bassa o nulla porosità, in posizione geometrica sovrastante la roccia serbatoio, che confina l'idrocarburo in un volume ben definito di roccia impedendone la sua migrazione verticale verso l'alto.

Tre sono anche gli eventi geologici che debbono essere avvenuti per permettere la formazione di un giacimento:
1. Generazione dell'idrocarburo (Maturation) per degradazione della materia organica contenuta nella roccia madre nel corso del tempo geologico per effetto della temperatura e pressione, a cui si può aggiungere la generazione di metano per effetto di attività batteriologica sulla materia organica. Il luogo di generazione dell'idrocarburo è gergalmente detto "kitchen".
2. Migrazione dell'idrocarburo (Migration) generato dalla roccia madre, tendenzialmente verso l'alto per effetto del galleggiamento entro l'acqua presente nei pori della roccia, secondo il percorso di miglior permeabilità, e suo accumulo nella roccia serbatoio, solitamente posta in posizione superiore o lateralmente rispetto alla "kitchen".
3. Presenza di una trappola (trap), ossia una combinazione di successioni rocciose, che includa la roccia serbatoio, con un assetto strutturale tale da intrappolare gli idrocarburi nel sottosuolo fermando la loro migrazione, impedendo quindi loro di risalire ulteriormente fino alla superficie del suolo. Solitamente, a seconda della geologia locale si ha una trappola strutturale a seguito degli eventi tettonici dell'area, o formazione di una trappola stratigrafica, oppure una trappola mista creata dalla combinazione delle due condizioni precedenti.

### Procedure della ricerca e studio di giacimenti
In generale, tutti questi elementi vengono riconosciuti e studiati attraverso osservazioni parziali del sottosuolo, possibili con i dati e le informazioni che vengono raccolte prima con studi stratigrafici regionali, osservazioni di eventuali manifestazioni in superficie di idrocarburi e se avvenuta e disponibile, analisi della preesistente attività  per ricerca e produzione di idrocarburi nell'area, quindi seguono prospezioni geofisiche (principalmente rilievi sismici e gravimetrici) infine, se gli studi confermano la possibilità di ritrovamenti economicamente utili con l'indicazione di prospetti di ricerca,  con la perforazione di uno o più pozzi esplorativi nella area investigata per verificare direttamente l'esistenza del giacimento. Nel valutare questi dati occorre considerare che ogni pozzo perforato fornisce informazioni lungo un segmento monodimensionale entro un universo tridimensionale, caratterizzato da variazioni laterale delle proprietà geologiche. La capacità di estrapolare informazioni a carattere tridimensionale, da dati monodimensionali rappresenta una delle maggiori sfide interpretative degli studi geologici di sottosuolo. Recentemente la disponibilità di registrazioni sismiche in 3D, aventi alta qualità come risoluzione e facilmente analizzabili al computer ha notevolmente migliorato le possibilità interpretative della geologia del sottosuolo.
La valutazione della roccia madre richiede analisi geochimiche per quantificare la presenza del carbonio di origine organica, entro la roccia, classificarlo in funzione della sua origine e valutarne la sua qualità naftogenica. Da queste analisi è possibile dedurre quale sarebbe il tipo e la qualità di idrocarburi che può o potrebbe essere stato generato.

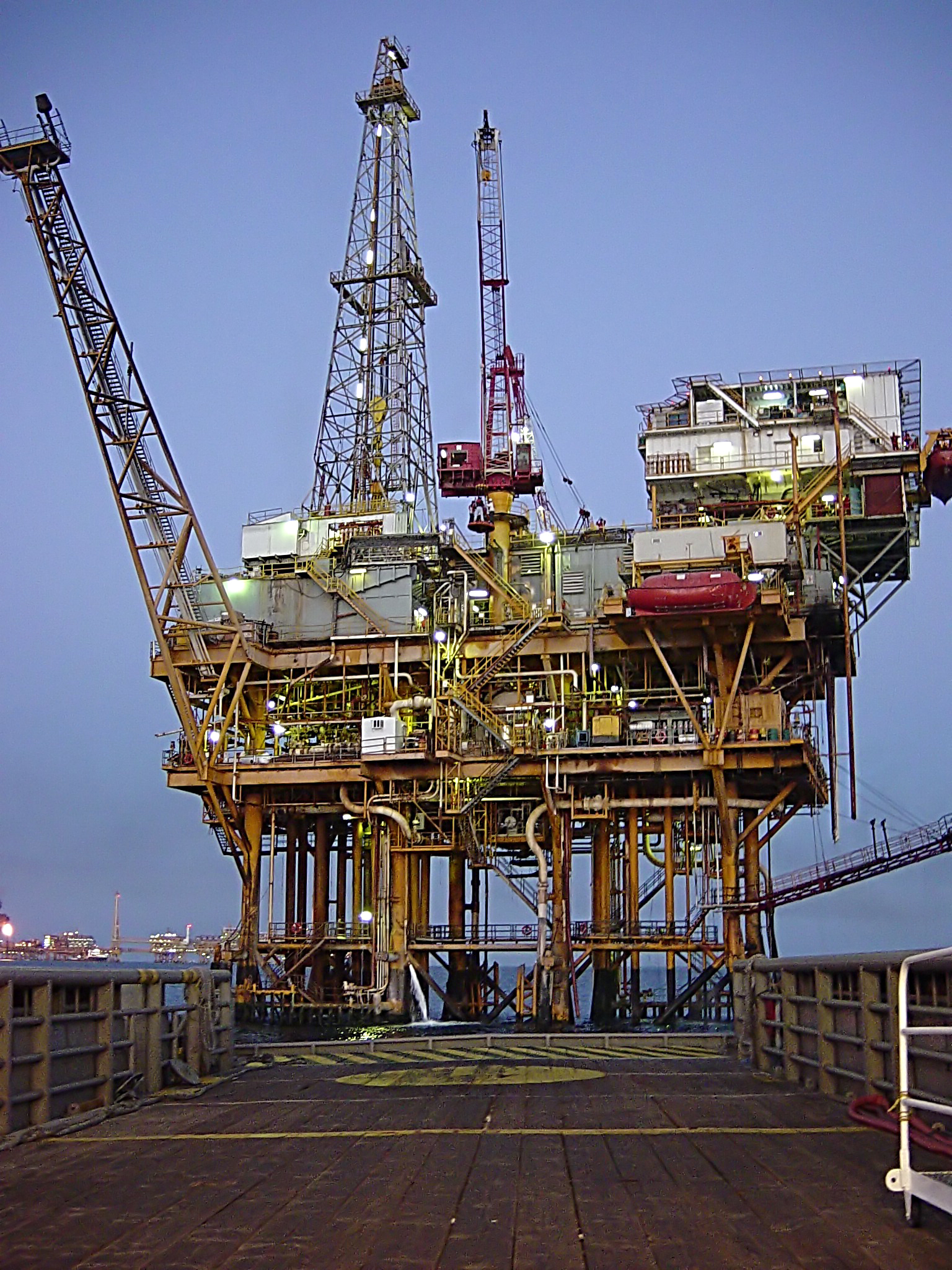
Impianto di piattaforma offshore per la perforazioni di pozzi per la ricerca e produzione di idrocarburi in mare

### Caratteristiche petrofisiche delle rocce considerate
La roccia serbatoio o reservoir (quest'ultimo termine è il più comunemente usato), è una unità litologica porosa e permeabile, che può essere costituita da un unico corpo roccioso, o una successione di numerosi corpi, in grado di immagazzinare idrocarburi entro i suoi pori e con permeabilità tale da permetterne l'emungimento tramite i pozzi di produzione. L'analisi di un reservoir richiede la valutazione quantitativa della sua porosità, necessaria per determinare il volume in situ degli idrocarburi nel giacimento. Tipiche rocce reservoir sono le sabbie, le arenarie e le rocce carbonatiche (calcari e dolomie).
Le discipline chiave per l'analisi dei reservoir includono la stratigrafia, sedimentologia, la geologia strutturale la petrofisica e l'ingegneria dei giacimenti.
La roccia di copertura è una unità litologica, geometricamente sovrastante il reservoir, caratterizzata petrofisicamente da permeabilità molto bassa o nulla, che ferma, impedendo il flusso di fluidi, la migrazione verso l'alto degli idrocarburi, mantenendoli accumulati entro il reservoir. Le rocce di copertura più comuni sono evaporiti come gessi, anidriti, salgemma e soprattutto le argille.
Il termine "trappola" indica una particolare conformazione geometrica, composizionale (sia stratigrafica che strutturale) che assicura una sovrapposizione geometricamente verticale di un reservoir e della roccia di copertura, che permette che gli idrocarburi rimangano intrappolati nel sottosuolo, piuttosto che risalire, tramite la spinta di Archimede (essendo più leggeri dell'acqua sempre presente nel sottosuolo), galleggiando fino alla superficie terrestre.

### Studi di naftogenesi
L'analisi della genesi dell'idrocarburo include il riconoscimento della storia termica della roccia madre per individuare i tempi geologici della sua maturazione, generazione degli idrocarburi e loro espulsione dall'unità della roccia madre e stimare i possibili volumi di idrocarburi prodotti.
Il riconoscimento dei dettagli della migrazione dell'idrocarburo e del percorso seguito permette di identificare possibili zone interessate da accumuli di idrocarburi, comprendere la ragione delle possibili variazioni di qualità di idrocarburi tutti provenienti dalla stessa roccia madre ed infine di identificare l'area di generazione degli idrocarburi.